# Бравронейон

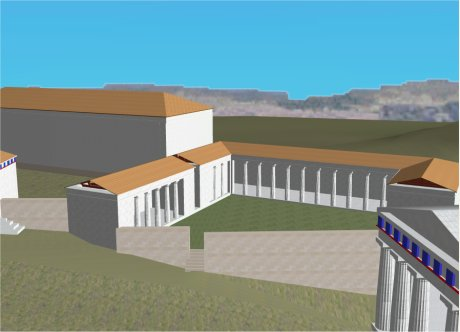
Изображение, сгенерированное компьютером в 3D. Святилище Артемиды Бравронской, справа — Пропилеи, слева — Халкотека

Бравронейон — святилище Артемиды Бравронской в Афинском акрополе, располагавшееся в юго-западном углу плоской возвышенности Акрополя, между Халкотекой и Пропилеями. Изначально он был открыт во время правления Писистрата. Артемида Бравронская, покровительница женщин, готовящихся к родам, и рожениц, имела главное святилище в Бравроне, деме на восточном побережье Аттики.

## История
Аттические демы сложились в VII веке до н. э. Политика объединения Аттики способствовала тому, что различные местные культы стали устанавливать в Афинах. Со временем они приобретали государственный статус и обретали собственные теменосы. Одним из них являлся и культ Артемиды Бравронской. В 560—510 годах до н. э. в Афинах была установлена тирания, в ходе которой на Акрополе развернули крупные строительные работы. К западному подножию холма подвели дорогу, которая упиралась в парадный вход — Пропилон (позже на его месте возвели Пропилеи Мнесикла). В юго-западной части верхней площадки Акрополя, между парадным входом и древней пеласгической стеной, был создан священный участок Артемиды Бравронии, покровительницы рода тирана Писистрата, происходившего из Браврона, древнего центра на восточном побережье Аттики.
Артемида Браврония в Афинах олицетворяла покровительство браку и деторождению. В её честь был установлен праздник Бравроний, в ходе которого посвящённые в её культ девочки от 5 до 10 лет, переизбиравшиеся каждые пять лет, исполняли ритуальные танцы. Их хитоны красились в шафрановый цвет, напоминавший окрас бурого медведя, а сами танцовщицы назывались «медведицами». Медведь считался священным животным Артемиды. Античные авторы объясняли бравронский культ тем, что однажды в храме богини была убита медведица. В наказание город поразила чума. Оракул потребовал принести в жертву девушку, с целью умилостивить богиню. Тем не менее, Артемида удовлетворилась козой, но потребовала, чтобы девушки города служили ей как «медведицы». Судя по легенде, богиня в Бравроне некогда была медведицей, как и другие боги, обращавшиеся в животных (Аполлон в волка и дельфина, Дионис в быка, Гера в корову и так далее). 
С культом Артемиды был связан миф об Ифигении, именно в Бравроне заменённой на лань в момент жертвоприношения. В Бравроне ей подносили одежду женщин, умерших во время родов. В Афинах всё обстояло иначе. Артемиде Бравронии посвящали одежду матери новорождённого, в знак счастливого окончания родов.
Здания писистратовского времени не сохранились, так как святилище было уничтожено персами в ходе греко-персидских войн. В V веке до н. э., при возведении Парфенона в связи с общей реконструкцией ансамбля Акрополя была проведена реконструкция теменоса Артемиды Бравронии. На южной стороне возвели стою, параллельную стене Акрополя, с узким проходом между ними. С двух сторон стои выступали две комнаты, с входами с северной стороны. Во времена Мнесикла вторая стоя (около 17,5 м длины) с пятью дорическими колоннами, выходившими на запад, была построена на восточной стороне. Храма в святилище не существовало, был обнаружен лишь небольшой алтарь.
Эпиграфические надписи IV века до н. э. упоминали две культовые статуи богини, находившиеся в святилище. 